# Brabandkanal
El Brabandkanal és un antic meandre del riu Alster, canalitzat entre 1913-1918 quan va rectificar-se l'Alster, per a eixamplar les zones habitables i crear una cadena de parcs i de senders verds. Des de la seva creació va atreure famíles hamburgueses adinerades que van estimar habitar al marge de l'aigua. S'hi troben unes vil·les remarcables. El nom prové d'una antiga família de negociants hamburgueses, probablement d'origen brabanço, quand al segle xvi molts protestants dels Països Baixos espanyols van fugir la repressió vehement del duc d'Alba. Tot i tenir un cert paper econòmic fins a la fi de la segona guerra mundial, avui el canal curtet ja no en té cap i només atreu els navegadors de canoes que de vegades entren en conflicte amb els pescadors.

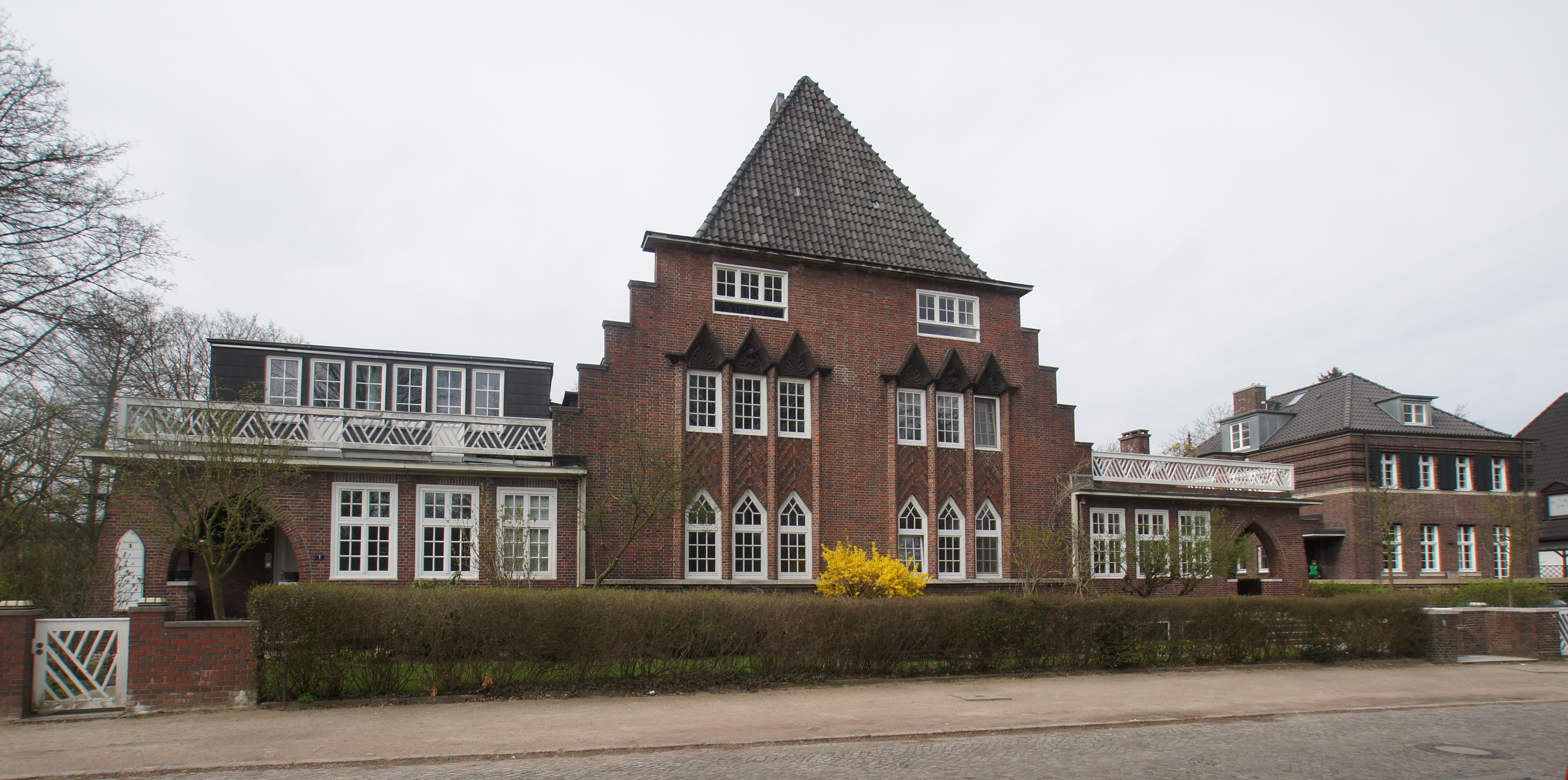
Vil·les al carrer Brabandstraße 1-3
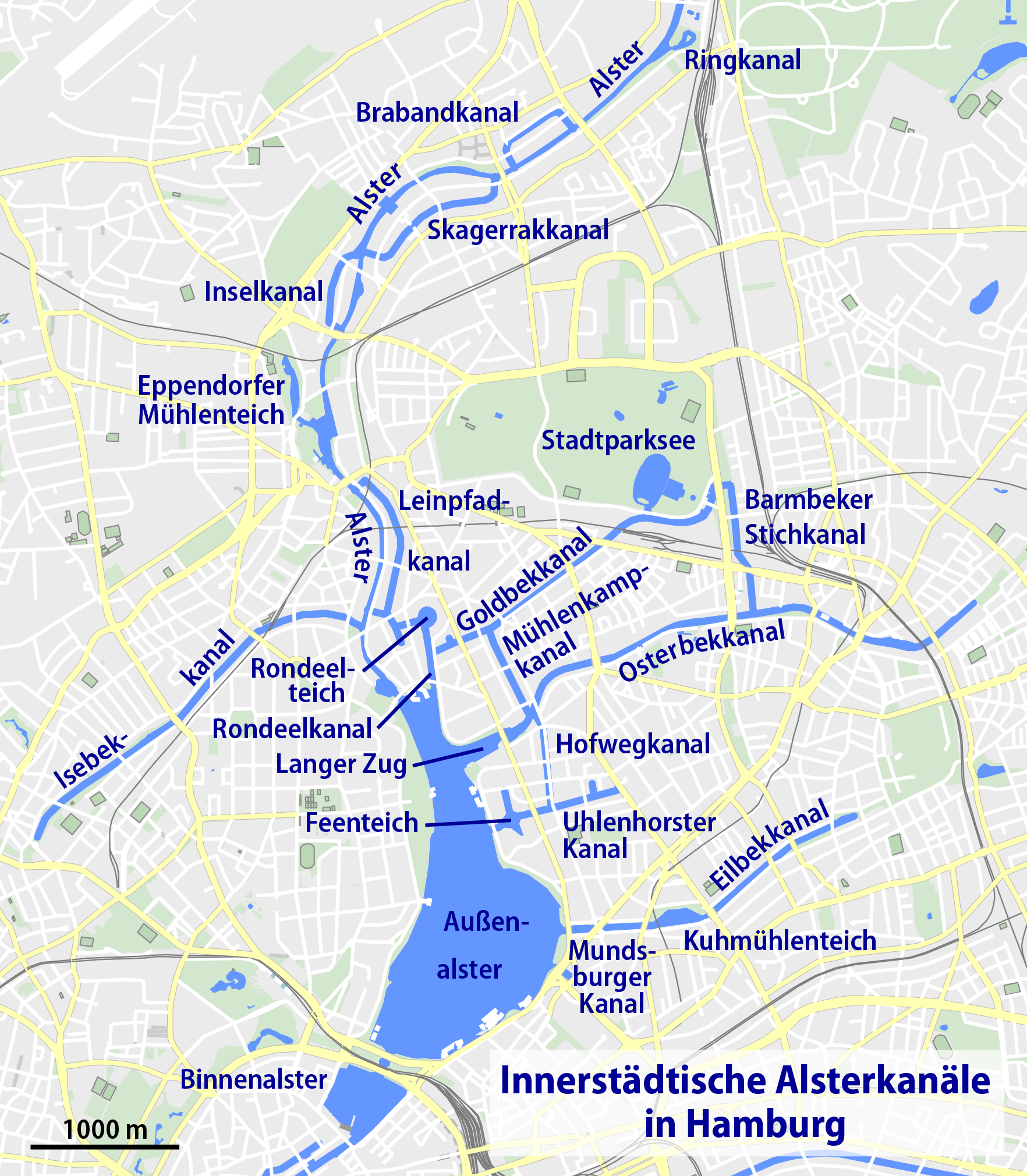
Mapa dels canals d'Hamburg
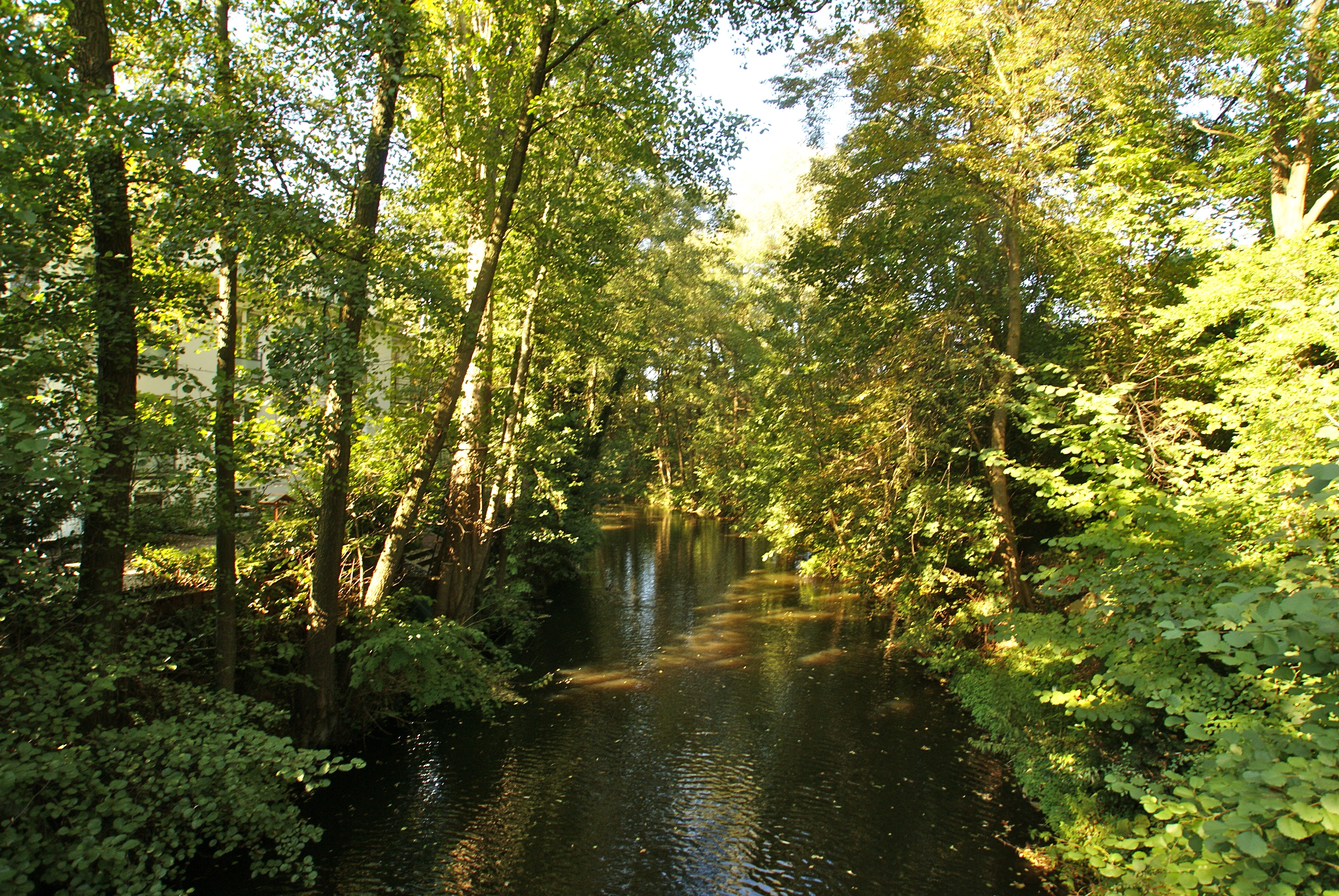
El canal al carrer Am Brabandkanal
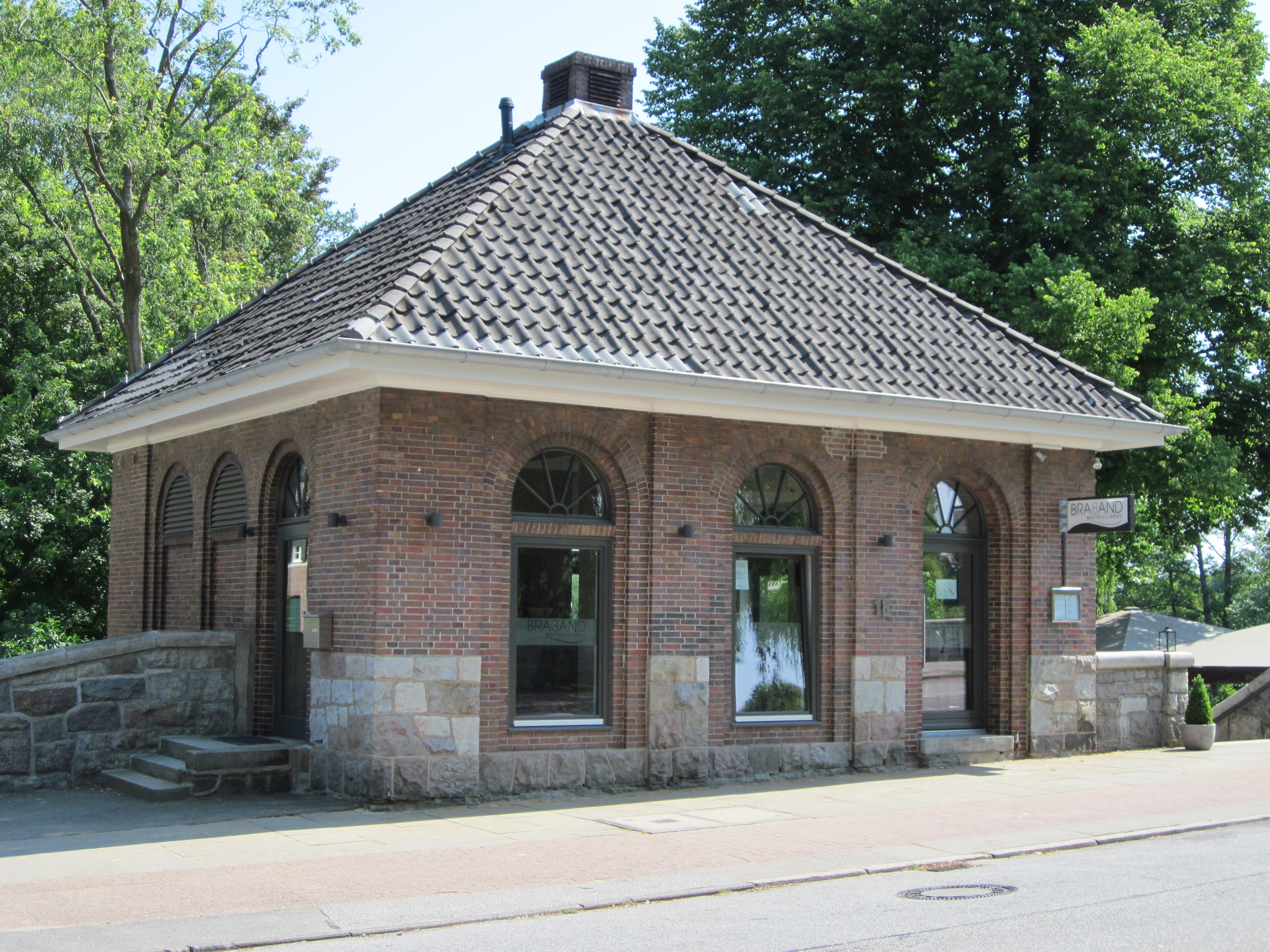
Casa del transformador - Bistro Braband